# Vejo
Vejo es una localidad perteneciente al municipio de Vega de Liébana (Cantabria, España). 
Está situado a 643 metros de altitud en la vertiente de una gran montaña y en la margen izquierda del río que baja del puerto de San Glorio. Dista cinco kilómetros y seiscientos metros de la capital municipal, La Vega. 
En 2008 tenía una población de 59 habitantes (INE), dispersa por tres barrios: Dobares (antiguamente, Dovares; 13 hab.), El Arroyo (26 hab.) y Ongayo (antiguamente, Ongallo, 20 hab.). 
En el siglo XIX se escribía Bejo.